# Сантос Ириарте
Сантос Ириарте (на испански: Santos Iriarte) е уругвайски футболист, полузащитник.

## Кариера
За първи път Ириарте е повикан в националния отбор на Уругвай, за да участва в Олимпиадата през 1924 г. в Париж. Въпреки това, той и Паскуал Сома скоро след пристигането си в Париж напускат лагера на отбора, поради носталгия и се завръщат в Монтевидео. След това Сантос Ириарте не е викан за мачове на националния отбор до първата световна купа през 1930 г.
Ириарте играе във всички мачове на своя отбор на Световното първенство през 1930 г. и отбелязва 2 гола, включително във финалния мач срещу Аржентина. Ириарте отбелязва и в полуфиналите срещу отбора на Югославия.
На клубно ниво Сантос Ириарте не постига много успехи, тъй като играе по-голямата част от кариерата си за скромния Расинг клуб от Монтевидео, където все още е най-големият футболист, играл за него. Въпреки това, в края на кариерата си, той прекарва 1 сезон в Пенярол, с който става шампион на Уругвай.

## Отличия
Пенярол
- Примера дивисион де Уругвай: 1933

### Международни
Уругвай
- Световно първенство по футбол: 1930